# 我が子を食らうサトゥルヌス (ルーベンス)
『我が子を食らうサトゥルヌス』（わがこをくらうサトゥルヌス、西: Saturno devorando a un hijo, 英: Saturn Devouring His Son）は、ネーデルランド、バロック期の巨匠ピーテル・パウル・ルーベンスが1636年から1638年にかけて制作した絵画である。油彩。主題はギリシア神話のクロノス神（ローマ神話におけるサトゥルヌス）が女神レアとの間に生まれた子供を呑み込むという有名なエピソードから取られている。ルーベンス最晩年を代表する作品で、スペイン国王フェリペ4世の発注によってエル・パルド山中に建設された狩猟館トゥーレ・デ・ラ・パラーダの装飾のために制作された。現在はマドリードのプラド美術館に所蔵されている。

## 主題
ヘシオドスの『神統記』によると、クロノスは自分の息子によって倒される運命にあることを父ウラノスと母ガイアから聞いていたため、妻レアーが子供を出産するたびに呑み込んだ。深く悲しんだレアーは両親の助言に従ってクレタ島のアイガイオン山中でゼウスを出産した。ガイアは大岩に産着を着せてクロノスに渡し、クロノスはそれを岩だと気づかずに呑み込んだ。生まれたゼウスは密かに育てられ、成長した後にクロノスらティタン族を打倒した。クロノスはローマでは農耕神サトゥルヌスと同一視され、オウィディウスもこの神話をサトゥルヌスの物語として『祭暦』で取り上げているほか、鎌を持つ神であることや、ユピテル（ゼウス）によって王権を奪われたのちに世界中を放浪し、イタリアにやって来たことについて触れている。

## 制作経緯
フェリペ4世は1636年に改築が終わったトゥーレ・デ・ラ・パラーダの装飾のためにルーベンスに神話画63点、狩猟画50点に及ぶ膨大な作品を発注した。これはフェリペ4世の弟で1630年からスペイン領ネーデルラント総督の座にあった枢機卿フェルナンド・デ・アウストリア親王を仲介して行われたが、1621年から1625年の『マリー・ド・メディシスの生涯』、1630年から1635年のイングランド国王チャールズ1世から受けたホワイトホール宮殿の装飾事業を越える大規模発注となっただけでなく、納品までの期間が短かったために、ルーベンスはフェリペ4世に許可を取り、下絵を描いたうえでヤーコプ・ヨルダーンス、ヤン・ブックホルストなどかつての弟子であった画家たちに発注の大部分を委託しなければならなかった。このうちルーベンス本人が完成させたものは本作品を含む約15点の重要な作品のみと見られている。制作もまたフェルディナンド枢機卿の監督下に進められ、1638年には大量の作品群がマドリードに発送された。

## 作品

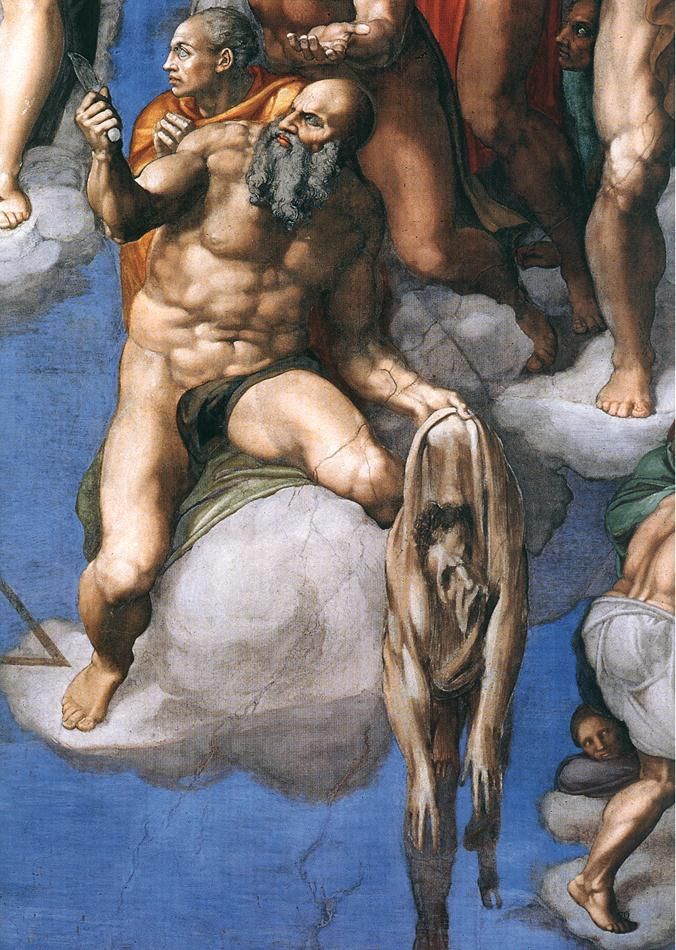
『最後の審判』の聖バルトロメウス。布教の際に捕らえられて生皮をはがされたとの伝説から、自身の皮を手にした姿で描かれている。

本作品はオウィディウス『祭暦』の詩にあるサトゥルヌスの神話を描いている。年老いたサトゥルヌスは白髪を振り乱しながら左腕に抱えた我が子を今まさに食らおうとしており、幼子は激痛と恐怖でのけ反りながら泣き叫んでいる。老人として描かれたサトゥルヌスの肉体は若かりし日の壮健さをうかがわせるが、その肌はたるんで皺を作っている。さらに老齢ゆえの衰えを隠すことが出来ず、黒雲に座り、前かがみになった自身の身体を右手に持った大鎌で支えている。ルーベンスの筆さばきは筆の跡がそのまま肌の皺やたるみを表現する闊達ぶりを見せており、老いた神とつややかで柔らかい幼児神の肌を対比的に描いているだけでなく、赤子を食らおうとする図を強烈なリアリズムを伴って描き出している。背景全体は沸き立つような黒雲で覆われ、画面上部にはサトゥルヌスを象徴する土星を2つの衛星とともに三連星の形で描いている。

### 絵画の源泉

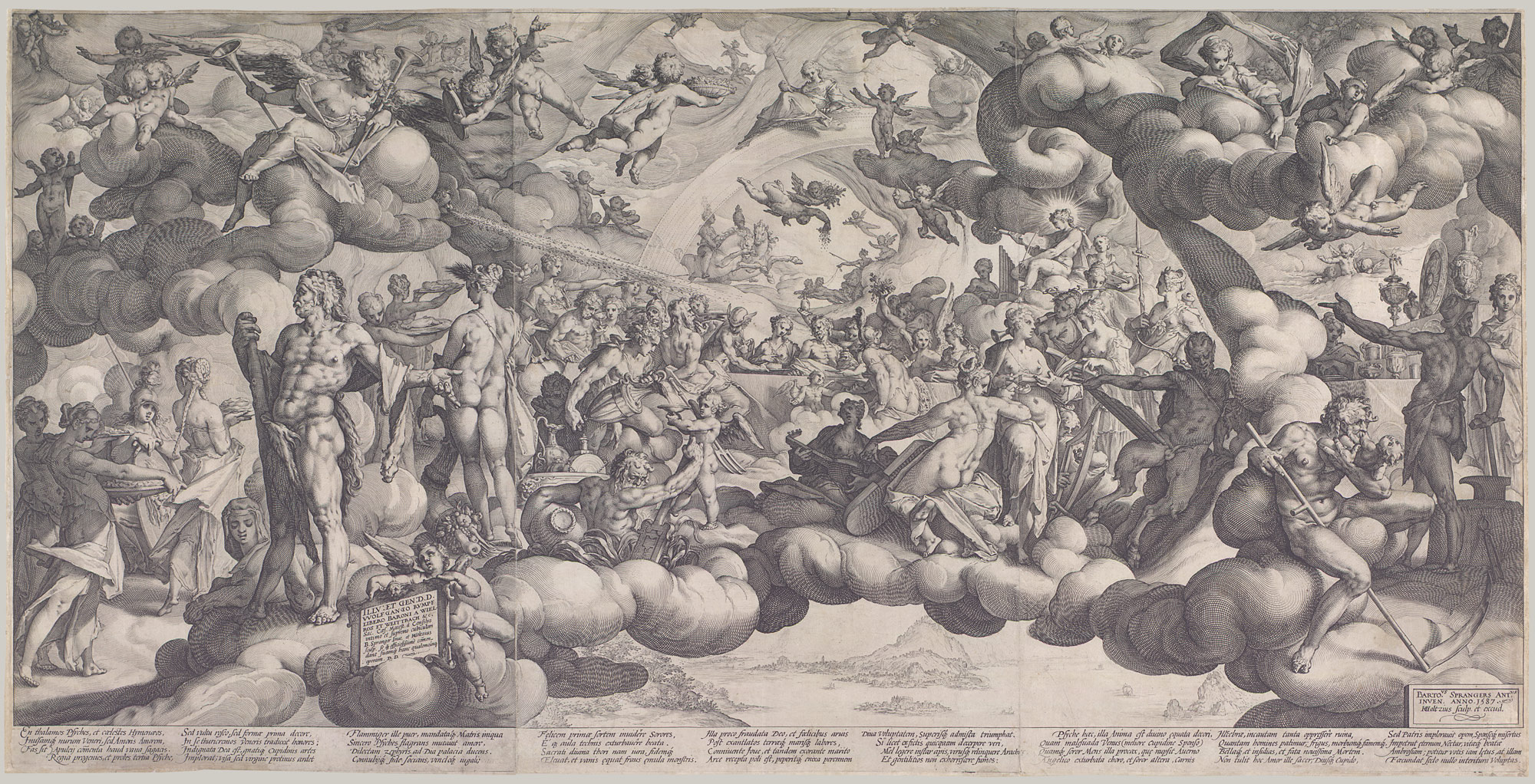
ヘンドリック・ホルツィウスによる銅版画『キューピッドとプシュケの結婚式での神々の宴会』。画面の右端にサトゥルヌスが描かれている。

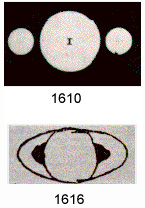
ガリレオ・ガリレイの1610年と1616年の土星のスケッチ。

サトゥルヌスの図像的源泉については、ミケランジェロ・ブオナローティによるシスティーナ礼拝堂の主祭壇背後の壁画『最後の審判』（Giudizio Universale, 1536年-1541年）に描かれた聖バルトロメウスの影響が指摘されている。ルーベンスは1600年から1608年のイタリア時代に様々な古代彫刻やルネサンス期の巨匠たちの作品を模写しており、その中にはシスティーナ礼拝堂のミケランジェロのモチーフ群もあった。またより直接的な影響として、バルトロメウス・スプランヘルの原画をもとにヘンドリック・ホルツィウスが制作した銅版画『キューピッドとプシュケの結婚式での神々の宴会』（The Feast of the Gods at the Marriage of Cupid and Psyche, 1587年）のサトゥルヌスの図像が指摘されている。ここではサトゥルヌスは画面右端で、大鎌を持ち、雲に座って我が子を食らう姿が描かれている。

### 土星
画面上部に描かれた土星は1610年にガリレオ・ガリレイが行った土星の輪の天体観測による。当時はまだ土星に環があることは知られておらず、ガリレオの用いた性能の低い天体望遠鏡では土星を中心に3つの星が並んでいるように見えた。ガリレオは公転によって見え方が変化する土星の環を困惑しながらも記録しており、ルーベンスはこうした当時の天文学に関する最新の知見を取り入れて土星を描いている。なお、ガリレオの発見したものが環の形状をしていると分かったのはルーベンスの死後から15年が経った1655年のクリスティアーン・ホイヘンスの観測によってであり、土星の衛星が発見されたのもこれ以降のことである。

## 影響

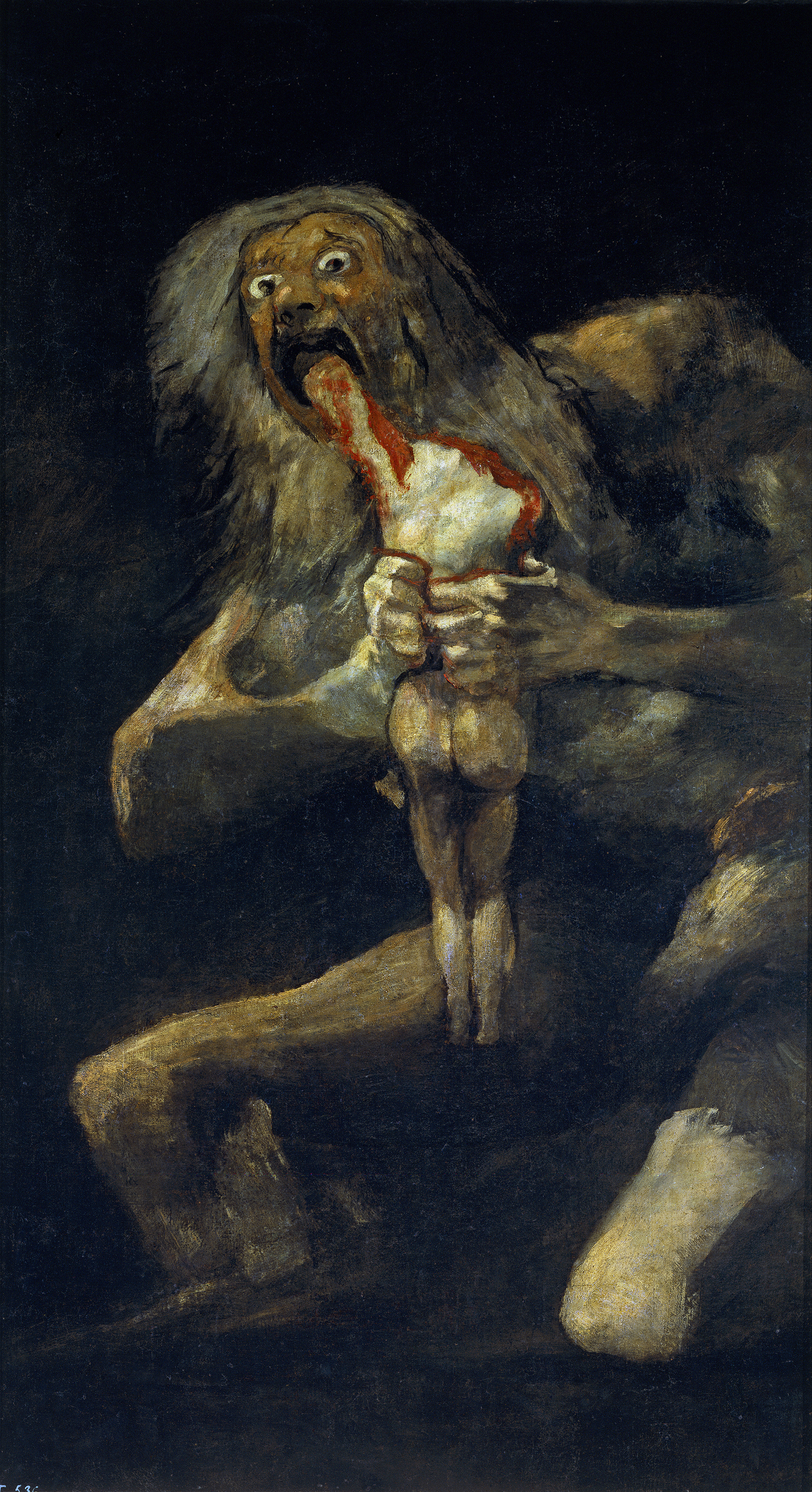
ゴヤが1819年から1823年に描いた『わが子を食らうサトゥルヌス』。プラド美術館所蔵。

本作品はスペインの宮廷画家フランシスコ・デ・ゴヤが1819年から1823年に描いた『我が子を食らうサトゥルヌス』に影響を与えた可能性が指摘されている。ただし本作品がサトゥルヌスであることを明示するために大鎌を持たせているのに対して、ゴヤの作品ではアトリビュートは見当たらない。また本作品では犠牲者が幼児として描かれているのに対し、ゴヤの作品では幼児には見えないなどの相違点が認められる。

## ギャラリー
本作品以外にもルーベンスはトゥーレ・デ・ラ・パラーダのために以下のような作品を制作した。このうち『ユピテルの雷を鍛えるウルカヌス』や『ガニュメデスの略奪』といった作品は本作品とほぼ同じサイズのキャンバスに描かれている。いずれもプラド美術館に所蔵されている。

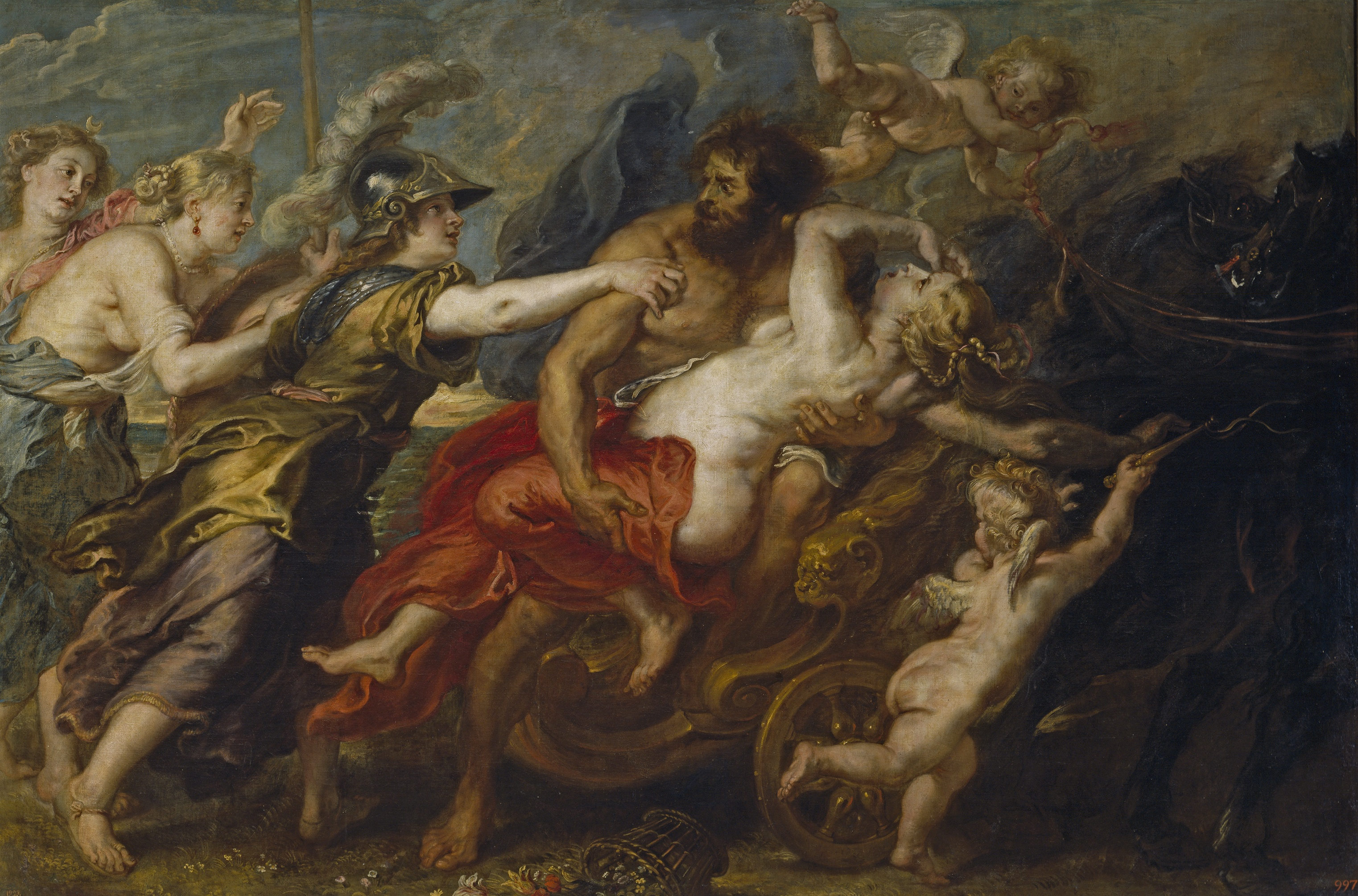
『プロセルピナの略奪』
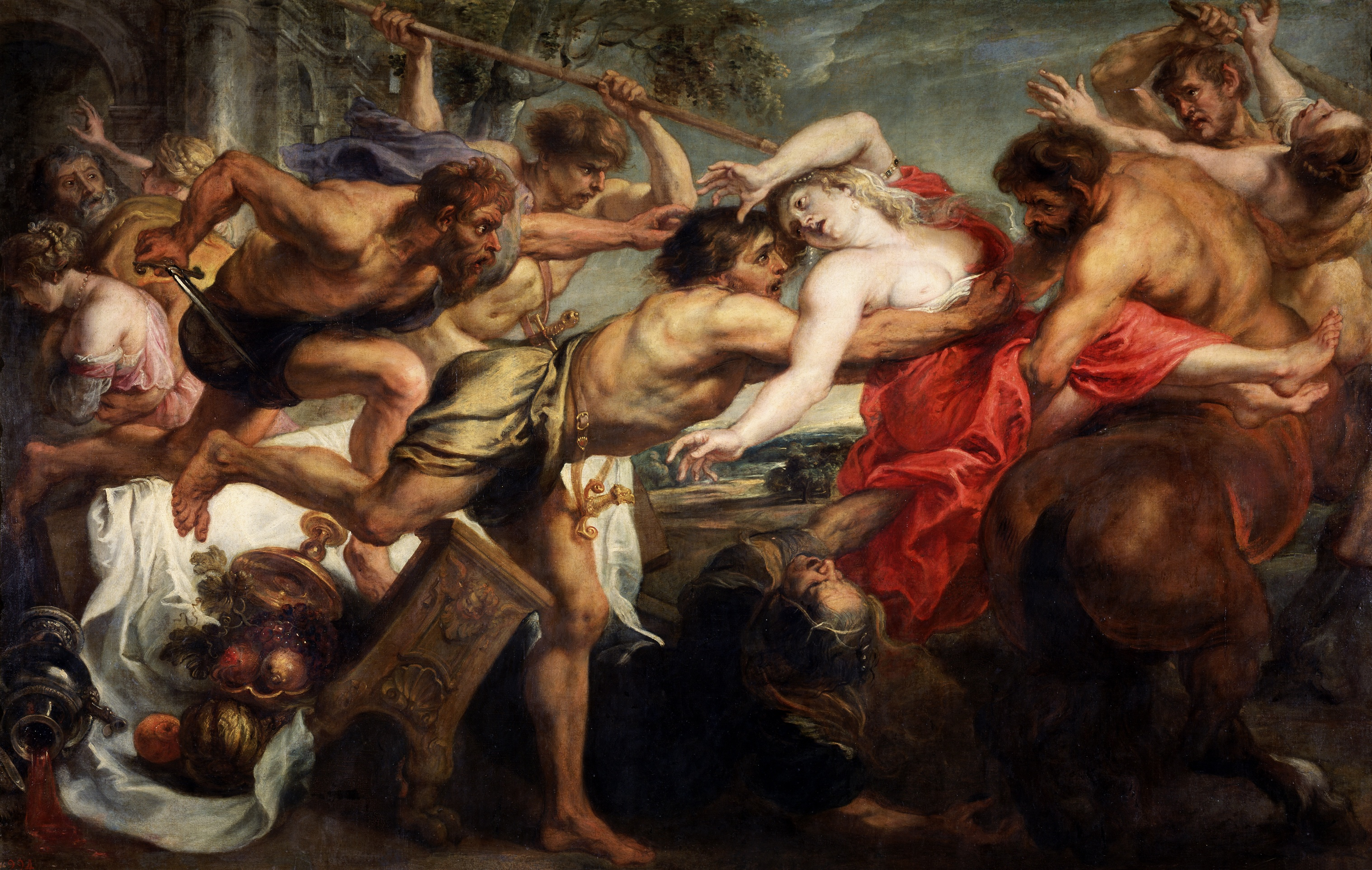
『ヒッポダメイアの略奪』
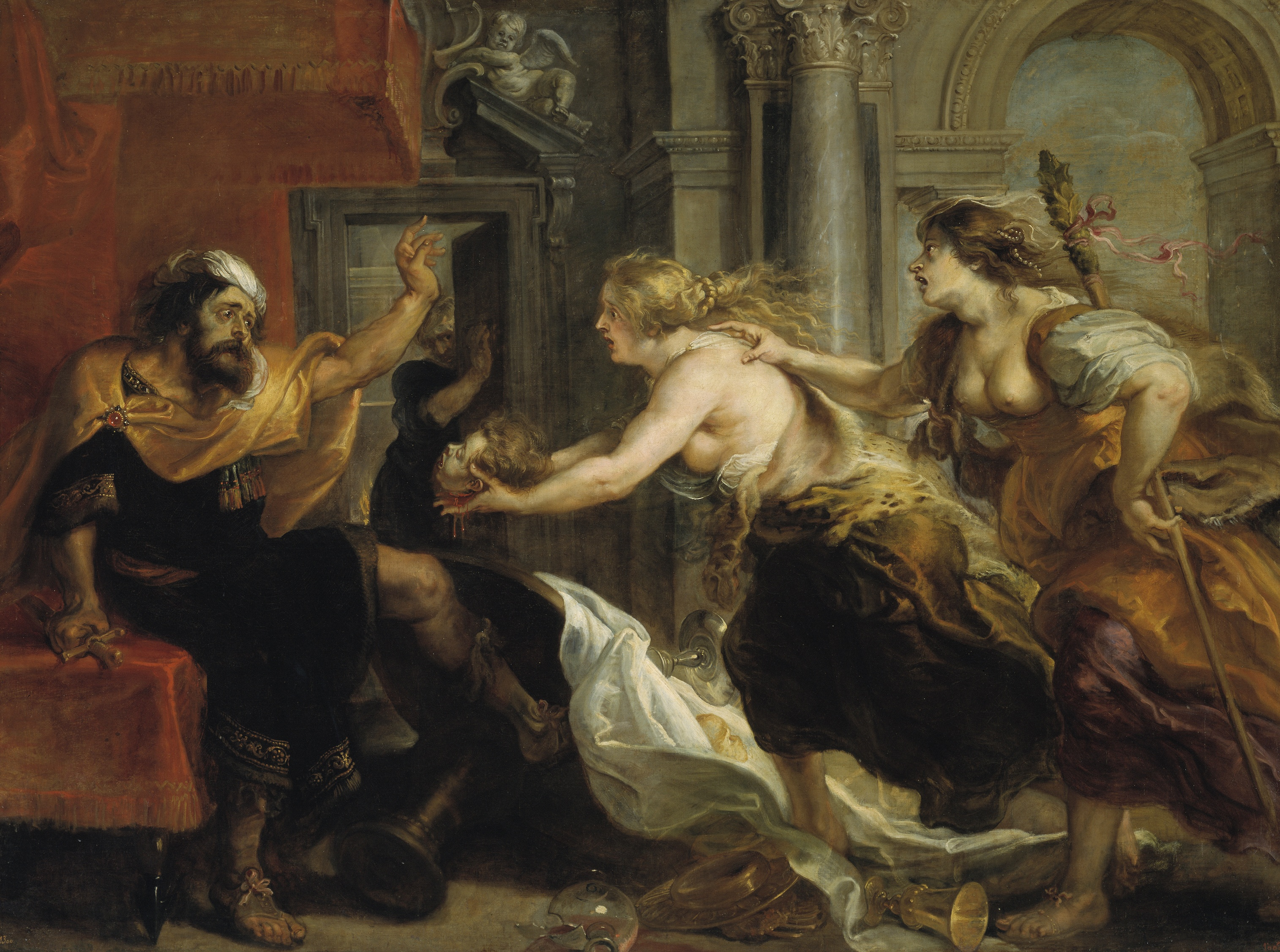
『テレウスに息子の首を差し出すプロクネとピロメラ』
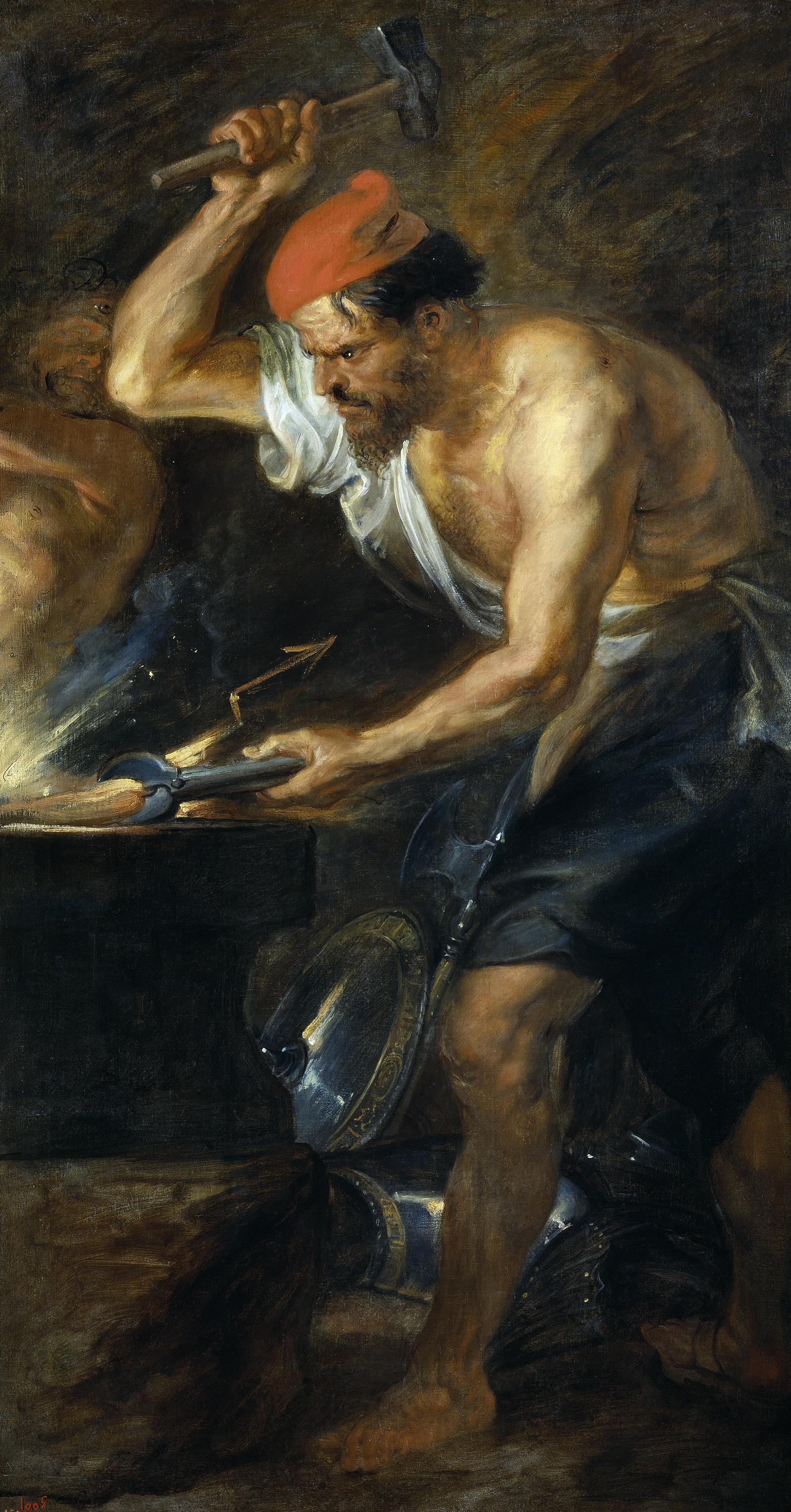
『ユピテルの雷を鍛えるウルカヌス』
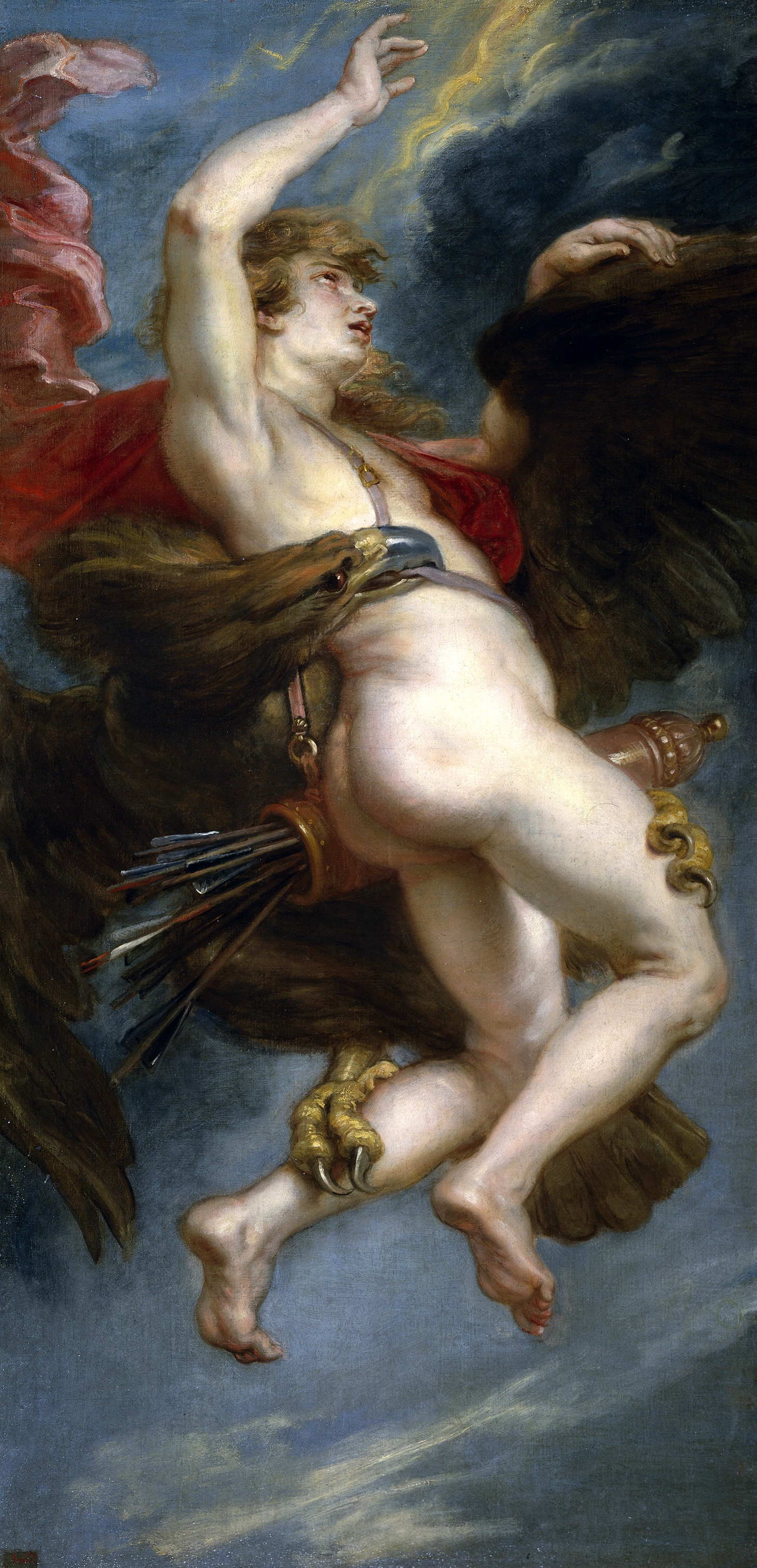
『ガニュメデスの略奪』
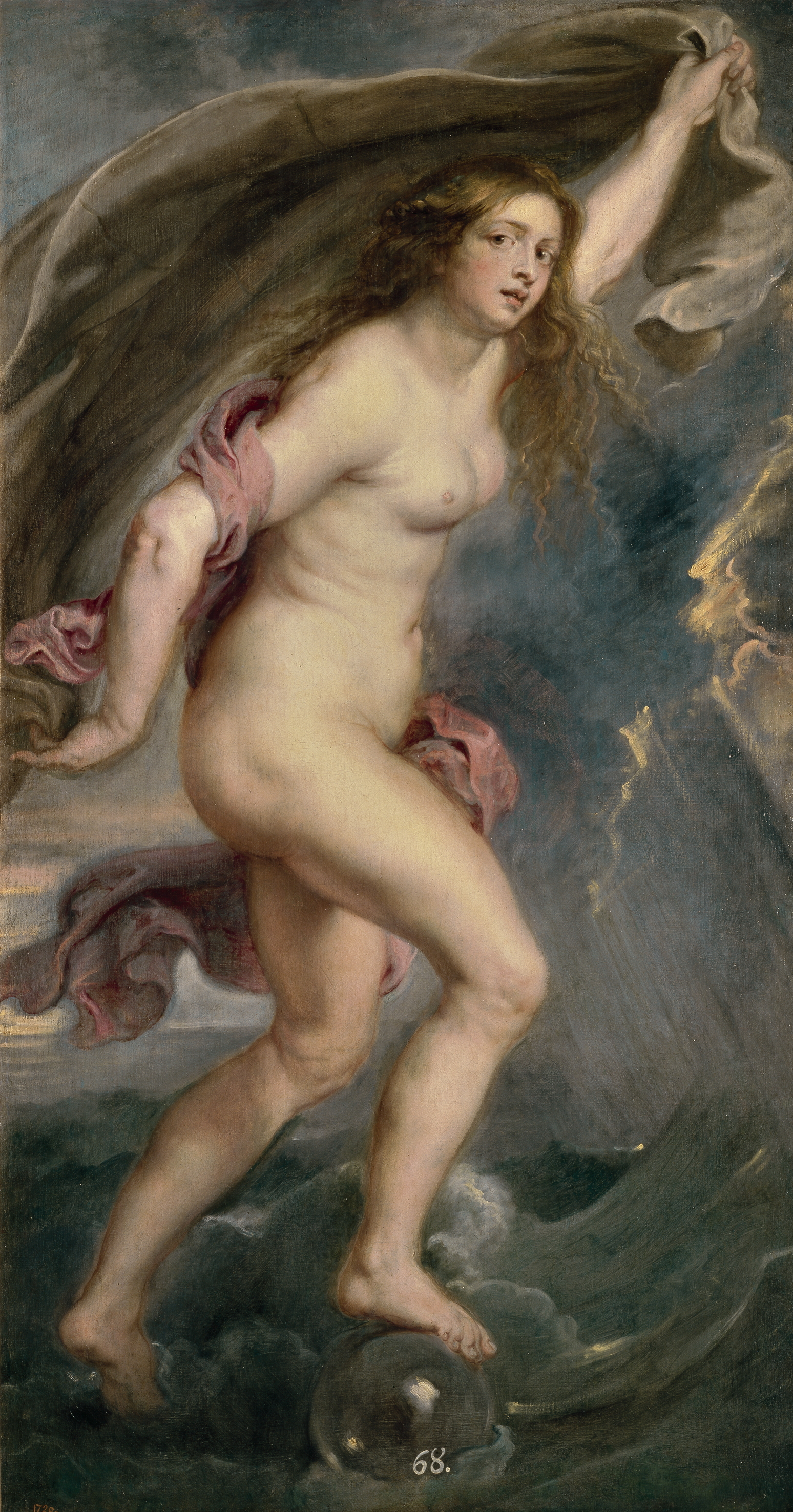
『フォルトゥナ』